# Wes Welker
Wesley Carter "Wes" Welker (urodzony 1 maja 1981 roku w Oklahoma City w stanie Oklahoma) – amerykański zawodnik futbolu amerykańskiego, grający na pozycji wide receiver. W rozgrywkach akademickich NCAA występował w drużynie Texas Tech.
W roku 2004 przystąpił do draftu NFL. Nie został wybrany przez żadną z drużyn. Przed sezonem 2004 Welker brał udział w treningach zespołu San Diego Chargers, jednak nie znalazł uznania w oczach trenerów. Następnie przed tym samym sezonem podpisał kontrakt z drużyną Miami Dolphins, w której występował do sezonu 2006. Przed sezonem 2007 w zamian za wybory w drugiej i siódmej rundzie draftu został oddany do New England Patriots, w barwach których występował do końca sezonu 2012. Po tym sezonie podpisał dwuletni kontrakt z drużyną Denver Broncos.
Pięciokrotnie został powołany do meczu gwiazd Pro Bowl, a czterokrotnie do najlepszej drużyny ligi All-Pro.